# 工藤修
工藤 修（くどう おさむ、1915年 - 1942年3月3日）は、日本の海軍軍人、海軍航空隊戦闘機搭乗員。第二次世界大戦中には撃墜王の1人としてその名を知られた。公式の撃墜記録は7機。最終階級は飛曹長、戦死後2階級特進で飛行特務中尉。

## 略歴
1931年（昭和6年）6月1日、飛行予科練習生（のちに乙種と呼ばれる）2期生として入隊。同期生に小泉藤一、東山市郎ら。1935年（昭和10年）4月に飛行練習生課程を卒業、大村海軍航空隊に配備された。
昭和12年7月、第十三航空隊に配属され、上海公大飛行場に配置された。9月19日、和田鉄二郎少佐指揮する爆撃隊（九六式艦上爆撃機18機）、制空隊（九六式艦上戦闘機12機）で第1次南京空襲が敢行され、工藤は菅波政治中尉の第2小隊2番機として参加。カーチス・ホークⅢ（新ホーク）2機と遭遇するも、遁走し撃墜には至らなかった。その後、急降下攻撃して来た新ホーク1機に反撃し不確実撃墜。続いて新ホーク1機を南京南西方の飛行場に追い詰め撃墜（搭乗員はパラシュートで脱出）、初撃墜を記録した。しかし自らも被弾し、帰途で揚子江に着水、救助された。11月、本土に帰還。
1938年（昭和13年）1月、加賀戦闘機隊に配属。4月以降、華中・華南へ艦爆隊の掩護として従事。4月13日、広東省広州の天河・白雲飛行場空爆で艦爆隊の護衛として出撃。この時、蝶野仁郎一空曹機を襲撃しようとした李煜榮操縦のグロスター グラディエーター2910号機（この直後、加勢した黄広慶操縦の2917号機の車輪と接触し墜落）に銃撃を加えたとの記述もあるが、この時工藤は艦戦隊指揮官だった手島秀雄大尉の発動機不調で2番機の磯崎千利二空曹とともに引き返したため、空戦には参加しておらず、近藤政市一空曹と混同したものと思われる。同日午後、従化飛行場爆撃へ手島大尉の2番機として再び出撃したが、会敵しなかった。
8月30日、南雄攻撃に手島大尉の2番機として参加、南雄飛行場に駐留していた中国空軍第3大隊第32中隊（大隊長呉汝鎏、中隊長朱嘉勲）のグロスター グラディエーター9機と交戦、うち2機を撃墜したが、手島大尉も戦死した。年末、赤城戦闘機隊に転属。その後百里原海軍航空隊（宗雪新之助大佐）、空曹長に昇進。
1941年（昭和16年）9月、第三航空隊（亀井凱夫大佐）戦闘機隊新設に伴い同分隊士となる。同隊には、第十三航空隊所属当時僚機だった赤松貞明も転属した。12月8日にルソン島攻撃に参加するも、途中で故障のため引き返す。12月10日にルソン島再攻撃に参加し、共同撃墜9機。
1942年3月3日、オーストラリア・ブルームへの空襲の中で撃墜され戦死した。工藤を撃墜したのは、オランダ領東インド陸軍航空隊(ML-KNIL）のガス・ウィンケル中尉が搭乗する、7.99mm機関銃を搭載したロッキード・ロードスターであったという。
戦死後、連合艦隊司令長官より全軍布告で戦死後2階級特進。